# Белвилл (Иллинойс)
Бе́лвилл (англ. Belleville) — город на юго-западе штата Иллинойс, США. Входит в агломерацию Сент-Луиса, штата Миссури.
Население (по данным переписи 2000 года) составляет 41 410 человек. Общая площадь города — 48,8 км².

## Навигация
Белвилл был основан в 1814 году, но статус населённого пункта получил только в 1819 году. Название переводится с французского как «красивый город».
В 1850 году поселение было инкорпорировано и включено в реестр штата Айова, благодаря чему некорпоративное сообщество  официально получило статус города («Сity of» / «Town of»).
Практически с самого основания он стал прибежищем для иммигрантов из Германии. В первые десятилетия своего существования около 90 % населения города составляли немцы либо потомки иммигрантов.
В году город был награждён премией «All-America City Award» (с англ. — «Всеамериканский город») присуждаемой Национальной гражданской лигой, которую неофициально называют «Нобелевской премией за конструктивное гражданство» и которая выдается за активную гражданскую позицию жителей некорпоративных сообществ Соединённых Штатов в жизни местного самоуправления.

## Известные уроженцы и жители города
- Бадди Эбсен (1908—2003) — американский актёр, танцор, певец
- Джимми Коннорс
- Дариус Майлз
- Боб Гоулби — гольфист, победитель турнира «Мастерс» 1968 года
- Сандра Магнус
- Джерри Костелло — политик, конгрессмен, член Палаты представителей от штата Иллинойс с 1988 года
- Питер Сарсгаард
- Георгий (Шейфер) (род. 1950) — епископ Русской православной церкви заграницей, епископ Мэйфильдский, викарий Восточно-Американской епархии
- Барбара Джелавич (1923—1995) — американский историк.